# Paul Johnson (hockey sur glace)
Pour les articles homonymes, voir Johnson et Paul Johnson.
Temple de la renommée américain : 2001
Paul Herbert Johnson (né le 18 mai 1935 à West Saint Paul, dans l'état du Minnesota aux États-Unis - mort le 17 juillet 2016) est un joueur américain de hockey sur glace.

## Biographie
Un joueur vedette au niveau High School du Minnesota au début des années 1950, Johnson commence sa carrière sénior au niveau amateur. En 1957, il intègre la sélection nationale américaine et dispute avec elle les Championnats du monde 1958 et 1959. Retenu pour les Jeux olympiques d'hiver de 1960, il aide son équipe à remporter le titre olympique, inscrivant notamment le but vainqueur lors de la rencontre décisive face au Canada.
La saison suivante, il passe professionnel avec les Saints de Saint Paul de la Ligue internationale de hockey (LIH) et dispute son troisième tournoi mondial,. Il rejoint ensuite les Millers de Minneapolis et dispute avec eux la finale de la Coupe Turner en Saison 1962-1963 de la LIH, perdue face aux Komets de Fort Wayne. En 1963-1964, il reprend son statut amateur et participe aux Jeux olympiques d'hiver. La sélection américaine qui comprend également deux autres champions de 1960, Roger et Billy Christian, se classe cinquième. De retour en LIH avec les Oak Leafs de Des Moines, Johnson joue sa seconde finale de la ligue en 1965, une nouvelle fois perdue face à Fort Wayne. À partir de la saison suivante, il poursuit sa carrière en amateur les Black Hawks de Waterloo de la United States Hockey League et se retire en 1973.
En 2001, il est intronisé au Temple de la renommée du hockey américain. L'année suivante, les Black Hawks, désormais une équipe junior, retire son numéro 11,. Il décède le 17 juillet 2016.

## Statistiques

### Statistiques en club
| Saison    | Équipe                  | Ligue         |    | Saison régulière | Saison régulière | Saison régulière | Saison régulière | Saison régulière |   | Séries éliminatoires | Séries éliminatoires | Séries éliminatoires | Séries éliminatoires | Séries éliminatoires |
| Saison    | Équipe                  | Ligue         | PJ | B                | A                | Pts              | Pun              | PJ               | B | A                    | Pts                  | Pun                  |                      |                      |
| 1954-1955 | Saints de Saint Paul    | MNHL          |    |                  |                  |                  |                  |                  |   |                      |                      |                      |                      |                      |
| 1956-1957 | Mustangs de Rochester   | USCHL         |    | 18               | 8                | 26               | 0                | -                | - | -                    | -                    | -                    |                      |                      |
| 1957-1958 | KSTP de Saint Paul      | USCHL         |    |                  |                  |                  |                  |                  |   |                      |                      |                      |                      |                      |
| 1957-1958 | Équipe des États-Unis   | International | 40 | 24               | 11               | 35               | 6                | -                | - | -                    | -                    | -                    |                      |                      |
| 1958-1959 | Équipe des États-Unis   | International | 54 | 58               | 24               | 82               | 48               | -                | - | -                    | -                    | -                    |                      |                      |
| 1959-1960 | Équipe des États-Unis   | International |    | 20               | 16               | 36               | 0                | -                | - | -                    | -                    | -                    |                      |                      |
| 1959-1960 | Bobcats de Green Bay    | USCHL         | 18 | 21               | 23               | 44               | 17               | -                | - | -                    | -                    | -                    |                      |                      |
| 1960-1961 | Saints de Saint Paul    | LIH           | 30 | 16               | 11               | 27               | 2                | -                | - | -                    | -                    | -                    |                      |                      |
| 1961-1962 | Millers de Minneapolis  | LIH           | 65 | 33               | 29               | 62               | 24               | 5                | 3 | 1                    | 4                    | 0                    |                      |                      |
| 1962-1963 | Millers de Minneapolis  | LIH           | 70 | 28               | 18               | 46               | 2                | 12               | 2 | 1                    | 3                    | 0                    |                      |                      |
| 1963-1964 | Black Hawks de Waterloo | USHL          |    |                  |                  |                  |                  |                  |   |                      |                      |                      |                      |                      |
| 1964-1965 | Oak Leafs de Des Moines | LIH           | 70 | 33               | 47               | 80               | 45               | 9                | 6 | 4                    | 10                   | 4                    |                      |                      |
| 1965-1966 | Oak Leafs de Des Moines | LIH           | 7  | 8                | 5                | 13               | 5                | -                | - | -                    | -                    | -                    |                      |                      |
| 1965-1966 | Black Hawks de Waterloo | USHL          | 30 | 42               | 26               | 68               | 0                | -                | - | -                    | -                    | -                    |                      |                      |
| 1966-1967 | Black Hawks de Waterloo | USHL          | 29 | 23               | 22               | 45               | 2                | -                | - | -                    | -                    | -                    |                      |                      |
| 1967-1968 | Black Hawks de Waterloo | USHL          |    | 35               | 23               | 58               | 6                | -                | - | -                    | -                    | -                    |                      |                      |
| 1968-1969 | Black Hawks de Waterloo | USHL          |    |                  |                  |                  |                  |                  |   |                      |                      |                      |                      |                      |
| 1970-1971 | Black Hawks de Waterloo | USHL          |    | 24               | 24               | 48               | 4                | -                | - | -                    | -                    | -                    |                      |                      |
| 1971-1972 | Black Hawks de Waterloo | USHL          |    | 16               | 20               | 36               | 2                | -                | - | -                    | -                    | -                    |                      |                      |
| 1972-1973 | Black Hawks de Waterloo | USHL          | 37 | 22               | 16               | 38               | 2                | -                | - | -                    | -                    | -                    |                      |                      |

### Statistiques en équipe nationale
| Année | Évènement            |   | PJ | B | A | Pts | Pun             |  | Résultat |
| 1958  | Championnat du monde |   |    |   |   |     | Cinquième place |  |          |
| 1959  | Championnat du monde |   |    |   |   |     | Quatrième place |  |          |
| 1960  | Jeux olympiques      | 7 | 5  | 3 | 8 | 2   | Médaille d'or   |  |          |
| 1961  | Championnat du monde |   |    |   |   |     | Sixième place   |  |          |
| 1964  | Jeux olympiques      | 8 | 7  | 0 | 7 | 6   | Cinquième place |  |          |